# Thomas S. Power

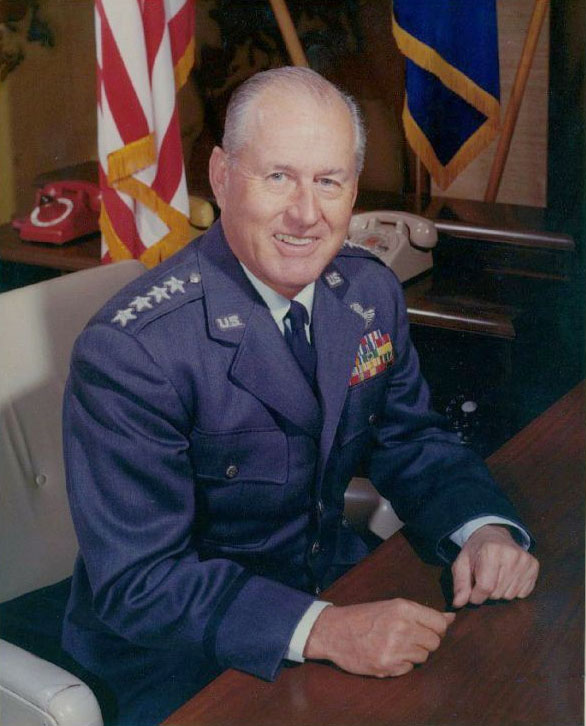
Thomas S. Power

Thomas Sarsfield Power (* 18. Juni 1905 in New York City, New York; † 6. Dezember 1970 in Palm Springs, Riverside County, Kalifornien) war ein General der United States Air Force. Er war unter anderem Kommandeur des Strategic Air Command.

## Leben
Er war ein Sohn von Thomas Stack Power (1872–1947) und dessen Frau Mary Amelia Rice (1872–1937). Er besuchte die öffentlichen Schulen seiner Heimat. Im Februar 1928 trat er der United States Army bei, wo er in deren Air Corps eine Flugausbildung absolvierte. Im Februar 1929 wurde er in das Offizierskorps aufgenommen. In der Armee bzw. ab 1947 in der United States Air Force durchlief er anschließend alle Offiziersränge vom Leutnant bis zum Vier-Sterne-General.
In den 1930er Jahren war Power auf verschiedenen Stützpunkten in den Vereinigten Staaten und zwischenzeitlich auch auf den Philippinen stationiert. Dabei war er als Pilot, Flugausbilder oder Stabsoffizier bei unterschiedlichen Einheiten tätig. Er absolvierte die Air Corps Tactical School und war zwischenzeitlich auch als Postflieger tätig. Im Jahr 1941 wurde er Mitglied der damals neugeschaffenen United States Army Air Forces.
Im Zweiten Weltkrieg war er zunächst mit dem 304. Bombergeschwader in Nordafrika und über Italien eingesetzt. Im August 1944 erhielt er das Kommando über das 314. Bombergeschwader (314th Bomb Wing), mit dem er auf den pazifischen Kriegsschauplatz verlegt wurde. Dabei war er auf Guam stationiert, von wo aus Angriffe auf Japan geflogen wurden. Am 9. März 1945 leitete er den bis dahin größten Luftangriff auf Tokio.
Am 1. August 1945 wurde Thomas Power Leiter der Stabsabteilung für Operationen der United States Strategic Air Forces in the Pacific, die damals von General Carl A. Spaatz kommandiert wurden. In diese Zeit fielen die Atombombenabwürfe auf Hiroshima und Nagasaki. Im Jahr 1946 wurde Power während der Operation Crossroads zum Stab von Admiral William H. P. Blandy versetzt, wo er als Assistant Deputy Task Force Commander for Air tätig war.
In der Folge war er Stabsoffizier in der Abteilung für Operationen im Hauptquartier der Army Air Forces und danach Militärattaché in London. Im Jahr 1947 wurde er in die als eigenständige Teilstreitkraft des US-Militärs neugegründete Air Force übernommen. Zwischen 1948 und 1954 gehörte Power dem Stab von Curtis E. LeMay an, der damals mit dem Aufbau des Strategic Air Commands (SAC) beauftragt war.
Anschließend übernahm er das Kommando über das damalige Air Research and Development Command, das er bis zum Juni 1957 innehatte. Am 1. Juli 1957 übernahm er auf der Offutt Air Force Base in Nebraska als Nachfolger von General LeMay den Oberbefehl über das SAC. Diese Aufgabe nahm er bis zum 30. November 1964 wahr, als er von John D. Ryan abgelöst wurde. In diese Zeit fiel die Kubakrise. Damals wurde die Defense Readiness Condition (DEFCON) der Stufe 2 (Vorstufe zum Nuklearkrieg) ausgerufen. Dabei geriet Power ins Rampenlicht, weil er die Ankündigung der eigentlich geheimen Erhöhung dieser Alarmstufe unverschlüsselt, also im Klartext, weitergab. Über Gründe und Hintergründe gab es viele Spekulationen und Diskussionen. Nach dem Ende dieses Kommandos schied er aus dem aktiven Militärdienst aus.
Der mit Mae Ayre Power (1906–1985) verheiratete Offizier starb am 6. Dezember 1970 in Palm Springs in Kalifornien und wurde auf dem amerikanischen Nationalfriedhof Arlington beigesetzt.

## Orden und Auszeichnungen
Thomas Power erhielt im Lauf seiner militärischen Laufbahn unter anderem folgende Auszeichnungen:
- Air Force Distinguished Service Medal
- Army Distinguished Service Medal
- Silver Star
- Legion of Merit
- Bronze Star Medal
- Distinguished Flying Cross
- Air Medal
- Air Force Commendation Medal
- Kriegskreuz (Frankreich)